# ル・ペルテュ
ル・ペルテュ （Le Perthus、カタルーニャ語:El Pertús）は、フランス、オクシタニー地域圏、ピレネー＝オリアンタル県のコミューン。

## 概要

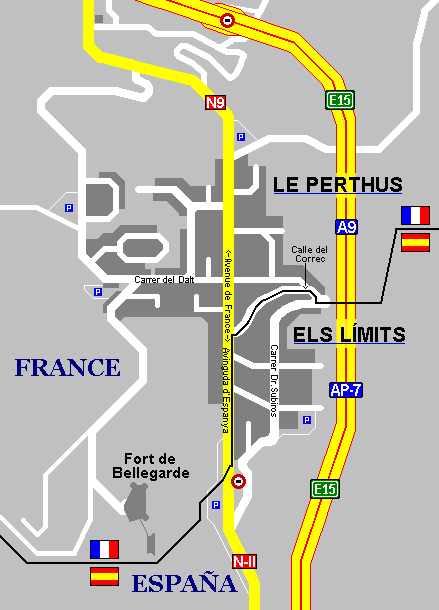
ル・ペルテュの市街図。1つの町であるようだが、仏西の国境線が間に引かれている

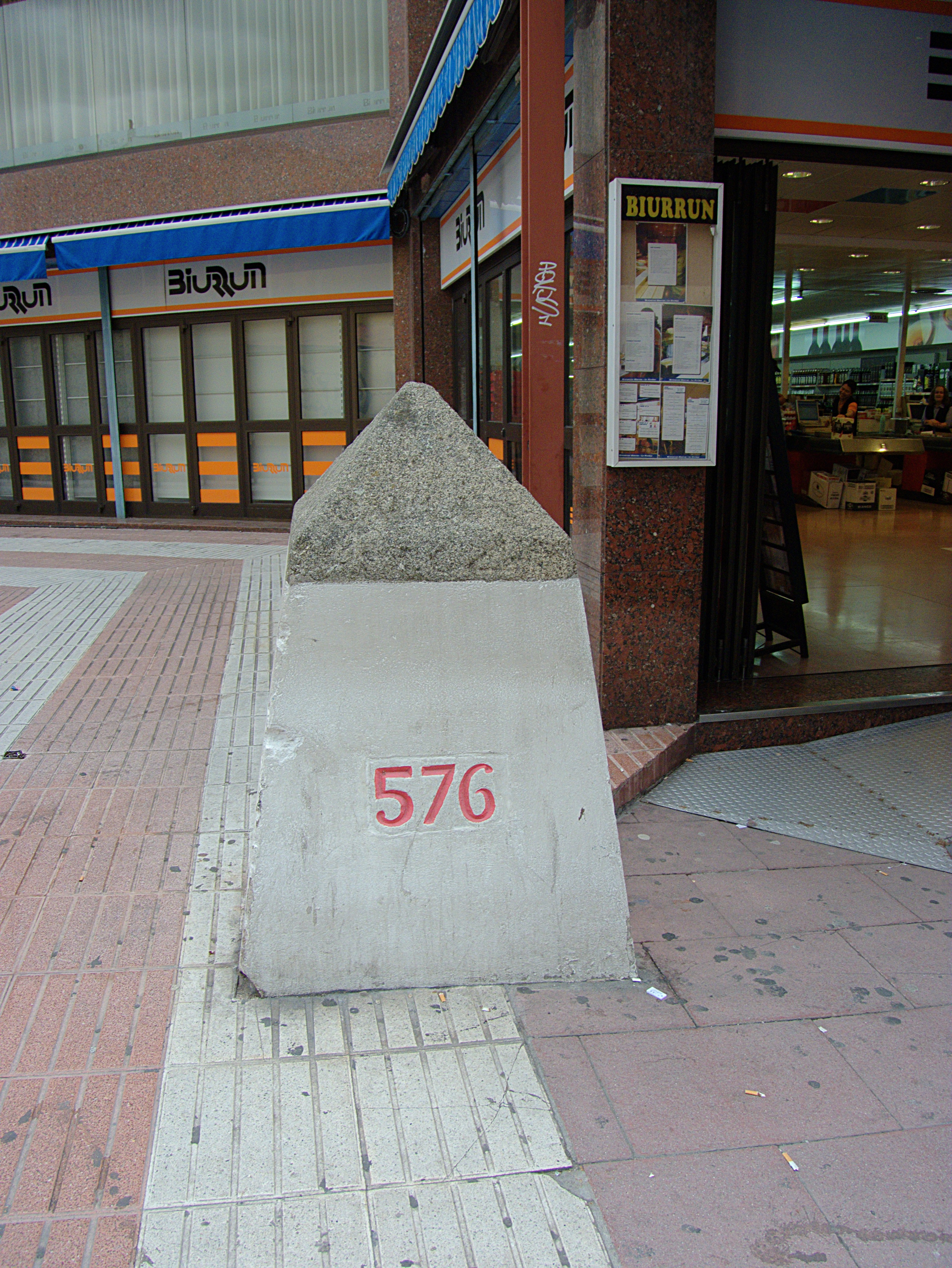
国境標

ル・ペルテュの市街地は、フランスとスペインにまたがっている。コンテス谷と国道9号線側の2つの地区に分かれる。村北部と西部がフランスのコミューンである、村落のル・ペルテュである。東部はEls Límitsという集落で、ジローナ県のムニシピオ、ラ・ジョンケーラに属する。フランス側がスペイン側より人口が多い。ル・ペルテュではフランス語・カタルーニャ語で教育を行う二言語学校を持っており、仏西両方の子供たちが学んでいる。
観光期になれば、商店街の毎日の平均訪問者数が7万人になる。ル・ペルテュは、商店街の喧騒とは対照的に、元々は非常に静かな村である。
観光上では、ル・ペルテュは国境に近いというだけでなく2つの歴史的に重要な場所に近いという利点がある。ベルガルド要塞、そしてヒスパニアから帰還する途中ポンペイウスが建てたパニサールのトロフィーである。
仏西国境を示す国境標のナンバー576が、村の目抜き通り（フランス側ではアヴェニュー・ド・フランス、スペイン側ではavinguda de Catalunya）で目を引く。他にもコンクリートでできたピラミッド型の国境標のナンバー577が、プティ・ポン通りの上方向にある。

## 由来
村は1836年、村のある峠の名にちなんで名付けられ誕生した。峠は古代から存在を知られていたが、この場所に言及されるようになるのは、クリューズの村と関連して14世紀からである。

## 地理
村は同じ名前の峠の南側にある。峠は、2カ国間の往来を管理するベルガルド要塞（要塞そのものはフランス側が領有）があり、仏西両国が共有している。

## 歴史
初期の頃の集落は、税関の置かれた小屋から構成された。コミューンとなったのは1836年で、今は別のコミューンであるクリューズとアルベールも含まれていた。これら2つのコミューンが分離し、1851年に3つのコミューンを基礎として新しい行政区画が行われた。これが今日のル・ペルテュである。
スペイン内戦が始まった1939年、ル・ペルテュは難民の大量脱出の舞台となった。1950年代以降、仏西間の重要な通過地点となったが、国境の南側のラ・ジョンケーラにあるのと似た規模の大きな商業の村でもあった。
2012年7月22日、峠とベルガルド要塞南側部分のコミューン内で大火災が頻発したため、一時的に仏西国境が閉鎖された。

## 人口統計
| 1962年 | 1968年 | 1975年 | 1982年 | 1990年 | 1999年 | 2006年 |
| ------ | ------ | ------ | ------ | ------ | ------ | ------ |
| 841    | 862    | 699    | 644    | 634    | 620    | 574    |

参照元:INSEE · 